# 城内村 (新潟県)
城内村（じょうないむら）は、かつて新潟県南魚沼郡にあった村。

## 沿革
- 1901年（明治34年）11月1日 - 南魚沼郡南城内村、北城内村が合併し、城内村が発足。
- 1956年（昭和31年）9月1日 - 南魚沼郡六日町、五十沢村、大巻村と合併し、六日町を新設して消滅。